# Annie Moore

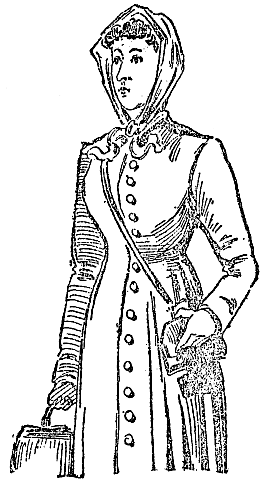
Zeitgenössische Illustration Annie Moores

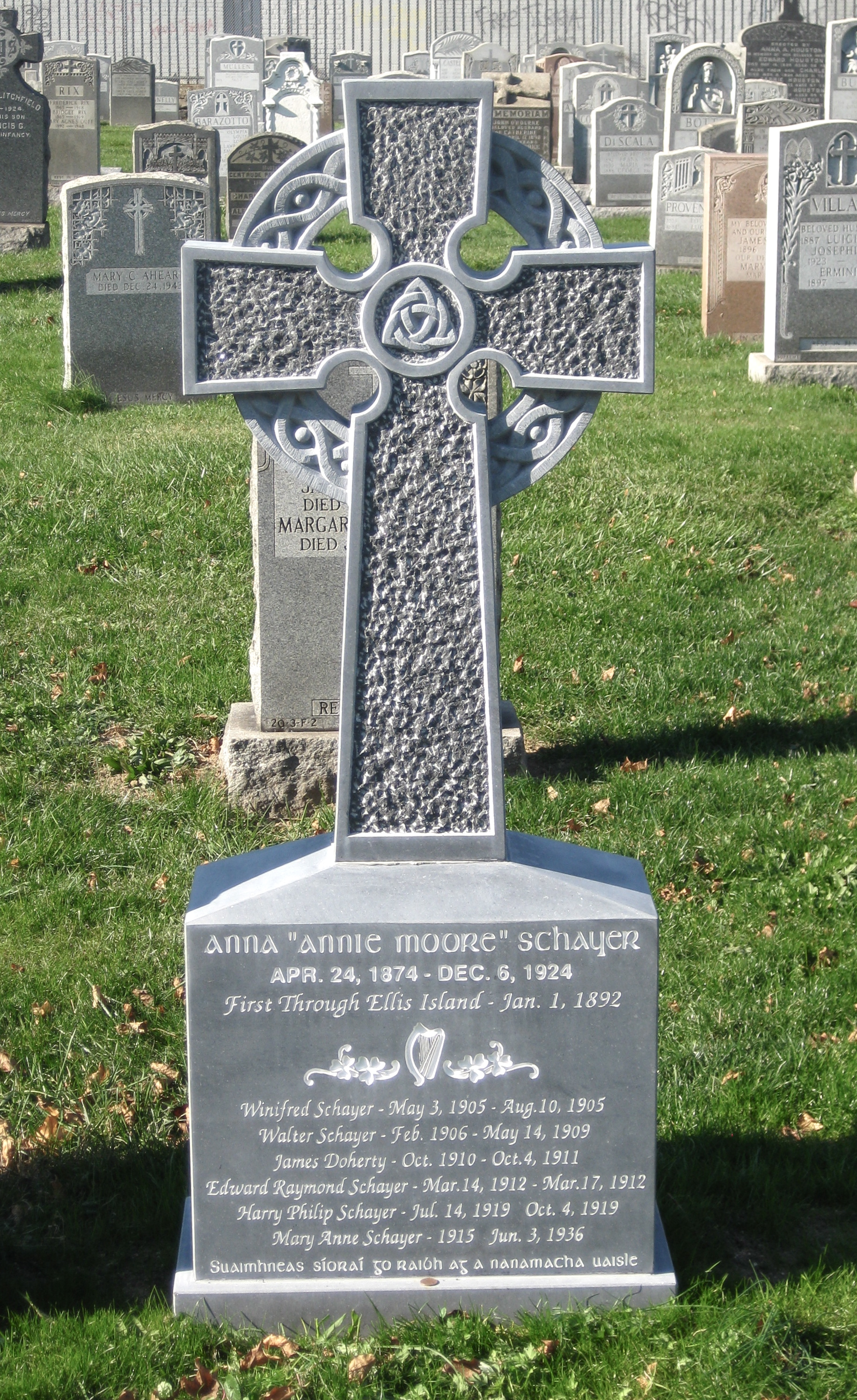
Der im Oktober 2008 aufgestellte Grabstein für Annie Moore

Annie Moore (* 24. April 1874 in Cork; † 6. Dezember 1924 in Manhattan, New York) war eine Irin, die am 1. Januar 1892 als erste Immigrantin über die zentrale Sammelstelle auf Ellis Island in die USA einwanderte.

## Leben
Annie Moore reiste am 20. Dezember 1891 zusammen mit ihren jüngeren Brüdern Philip und Anthony vom irischen Hafen Cobh (damals Queenstown) ab, um ihren Eltern in die USA nachzufolgen. An Bord der Nevada erreichten sie am 31. Dezember New York, um am nächsten Morgen durch die Prozedur der Einwanderungsbehörde zu gehen. Die Nevada war gegenüber den beiden vorher eingetroffenen Schiffen City of Paris und Victoria bevorzugt worden, weil der amerikanische Name besser zur Eröffnungsfeier passte. Darüber, weshalb sie als Erste von Bord ging, gibt es verschiedene Berichte: Die New York Times behauptete, es sei ihr 15. Geburtstag gewesen und sie sei deshalb nach vorne gestellt worden, ein italienischer Immigrant erzählte, er habe sie wegen ihrer Aufregung vorgelassen oder ein Deutscher sei zurückgedrängt worden, weil eine junge, englischsprachige Frau als zu ehrende Passagierin geeigneter gewesen sei.
Als erste Immigrantin, die in der neuen Anlage willkommen geheißen wurde, erhielt die überraschte Moore den Segen eines Kaplans, und der Leiter der Station überreichte ihr eine goldene Eagle-Münze im Wert von zehn Dollar mit dem Kopf der Freiheitsstatue als Münzbild. Ein Missionsarbeiter schenkte ihr eine Silbermünze, ein weiterer unbeteiligter Zuschauer ein Goldstück im Wert von fünf Dollar.
Annie Moore hat die Stadt New York wohl nie verlassen. Sie heiratete einen deutschen Einwanderer namens Joseph Augustus Schayer, mit dem sie elf Kinder hatte, von denen mindestens sieben früh starben. Annie Moore starb am 6. Dezember 1924 im Alter von 50 Jahren an einer Herzschwäche und liegt auf dem Calvary Cemetery in Queens begraben. Das Grab konnte ihr erst 2006 zugeordnet werden.
Lange wurde vermutet, dass eine Frau desselben Namens, die 1923 bei einem Verkehrsunfall in Texas ums Leben kam, identisch mit Moore sei. Spätere Recherchen ergaben jedoch, dass diese in Illinois geboren war.
Im Jahr 1993 wurde stellvertretend für alle Migranten vor dem Cobh Heritage Centre und im Ellis Island Immigration Museum je eine Bronzestatue von Annie Moore errichtet.